# Kościół Najświętszej Maryi Panny Królowej Polski w Krośnie
Kościół Najświętszej Maryi Panny Królowej Polski – rzymskokatolicki kościół parafialny należący do Dekanatu Krosno I archidiecezji przemyskiej. Mieści się w krośnieńskiej dzielnicy Polanka przy ulicy Księdza Decowskiego. 
Murowana trzynawowa świątynia została wybudowana w latach 1927-1928 przez księdza Stanisława Decowskiego, pierwszego proboszcza, erygowanej w 1927 roku parafii. Duża część kosztów budowy została pokryta przez firmę naftową "Małopolska". Budowla konsekrowana w dniu 21 października 1928 roku przez biskupa przemyskiego Anatola Nowaka. Otrzymała wtedy wezwanie Najświętszej Maryi Panny Królowej Polski i św. Barbary. Kościół reprezentuje styl tzw. "gontyny wiślańskiej". Zaprojektował ją profesor Politechniki Lwowskiej Marian Osiński.